# Tübingen (Schiff, 1922)
Die Tübingen war ein deutsches Lazarettschiff im Zweiten Weltkrieg. Das ehemals französische Passagierschiff lief am 25. Februar 1922 unter dem Namen Gouverneur-Général Tirman bei Forges et Chantiers de la Méditerranée in Graville bei Le Havre vom Stapel. Es wurde von der Reederei Société Générale de Transport Maritimes (S.G.T.M.) im Passagierverkehr eingesetzt.
Das Schiff wurde im November 1942 in Marseille von der deutschen Besatzungsmacht beschlagnahmt und diente dort ab 1. Januar 1943 als Wohnschiff der deutschen Kriegsmarine. Am 24. Juli 1943 begann der Umbau zum Lazarettschiff und ab dem 1. November 1943 wurde es unter dem Namen Tübingen als solches verwendet.

## Die letzten Tage vor der Versenkung
Bis Mitte Oktober 1944 hatte das Lazarettschiff Tübingen rund 14.000 Verwundete über die Adria in Sicherheit gebracht. Am 24. Oktober 1944 traf die Tübingen in Saloniki ein und übernahm 1019 Verwundete, um sie nach Norditalien zu bringen. Vor Chios wurde sie durch einen britischen Flottenverband gestoppt und untersucht. Da alles in Ordnung war, durfte sie weiterfahren.
Drei Tage später wurde sie wieder von den Briten gestoppt, die sie aufforderten, ihnen nach Alexandria zu folgen. Der Tübingen blieb keine Wahl, und am 30. Oktober lief sie in Alexandria ein. Dort wurde das Schiff wieder gründlich und ohne Beanstandungen untersucht. Dennoch wurden am 31. Oktober alle Verwundeten von Bord gebracht und in britische Kriegsgefangenschaft überführt. Die Tübingen selbst durfte Alexandria wieder verlassen.
Anschließend lag sie vor dem montenegrinischen Hafen Bar und übernahm dort Verwundete, wobei sie in ein Gefecht zwischen britischen Zerstörern und einer deutschen Küstenbatterie geriet. Tatsächlich verlegten die Briten ihr Feuer weiter landeinwärts und stellten es schließlich ganz ein, als die Tübingen darauf hinwies, dass sie ein Lazarettschiff sei und Gefahr für ihre Sicherheit bestehe.
Wenig später wurde das Schiff noch einmal von den Briten aufgebracht und zwangsweise in den italienischen Hafen Bari geleitet. Dort wurden wieder alle Verwundeten ausgeschifft und in Gefangenschaft überführt. Im Hafen lag schon ein weiteres deutsches Lazarettschiff, die Bonn.
Einziger Chefarzt auf dem Lazarettschiff war der Marineoberstabsarzt Heinz Neumann, welcher beim Untergang des Schiffes umkam.

## Der Angriff
Die Tübingen lief am 17. November 1944 unter Kapitän Dietrich Hermichen aus dem italienischen Hafen Bari aus, um verwundete deutsche Soldaten von der Balkanhalbinsel abzuholen. Zuvor wurde das Schiff gründlich untersucht. Kurs und Zweck der Fahrt wurden der britischen Regierung rechtzeitig bekanntgegeben.
Am 18. November 1944 herrschte klares wolkenloses Sonnenwetter und das Schiff befand sich in der Nähe von Pola, 3,5 Seemeilen südlich von Kap Promontore, als es von drei britischen Jagdbombern überflogen wurde. Ihnen folgten um 7:45 Uhr zwei britische Beaufighter, die das Schiff aber nicht überflogen, sondern von der Steuerbordseite mit Bordwaffen und Raketen angriffen. Anschließend griffen sie getrennt von beiden Seiten an und erzielten zahlreiche Treffer. Der Maschinenraum wurde getroffen und ein Dieselöltank in Brand gesetzt. Das Schiff bekam Schlagseite und das Funkgerät war ausgefallen, als der dritte Angriff begann. Dabei wurde die Ruderanlage zerstört.
Die Luftangriffe dauerten etwa zehn bis zwölf Minuten. Danach war die sinkende Tübingen allein. 30 Minuten nach dem Angriff sank das Schiff. Neun Besatzungsmitglieder wurden getötet, weitere verletzt. Den meisten Schiffbrüchigen gelang es, sich in Rettungsboote zu retten. Außerdem war der Angriff nicht unbemerkt geblieben und aus Pola kamen deutsche Schnellboote zu Hilfe.

## Kriegsverbrechen
Das Schiff war vorschriftsmäßig als Lazarettschiff gekennzeichnet, und dadurch handelte es sich bei der Bombardierung um eine Verletzung der Menschenrechte im Seekrieg (Kriegsverbrechen). Die britische Erklärung, fehlende Beleuchtung habe den Irrtum verursacht, gilt als nicht stichhaltig, da die Beleuchtung wegen der guten Sicht schon eine Stunde vor dem Angriff ausgeschaltet worden war und es zur Zeit des Angriffs bereits taghell war.